# Sophora chrysophylla
Sophora chrysophylla är en ärtväxtart som först beskrevs av Richard Anthony Salisbury, och fick sitt nu gällande namn av Berthold Carl Seemann. Sophora chrysophylla ingår i släktet soforor, och familjen ärtväxter. Inga underarter finns listade i Catalogue of Life.

## Bildgalleri

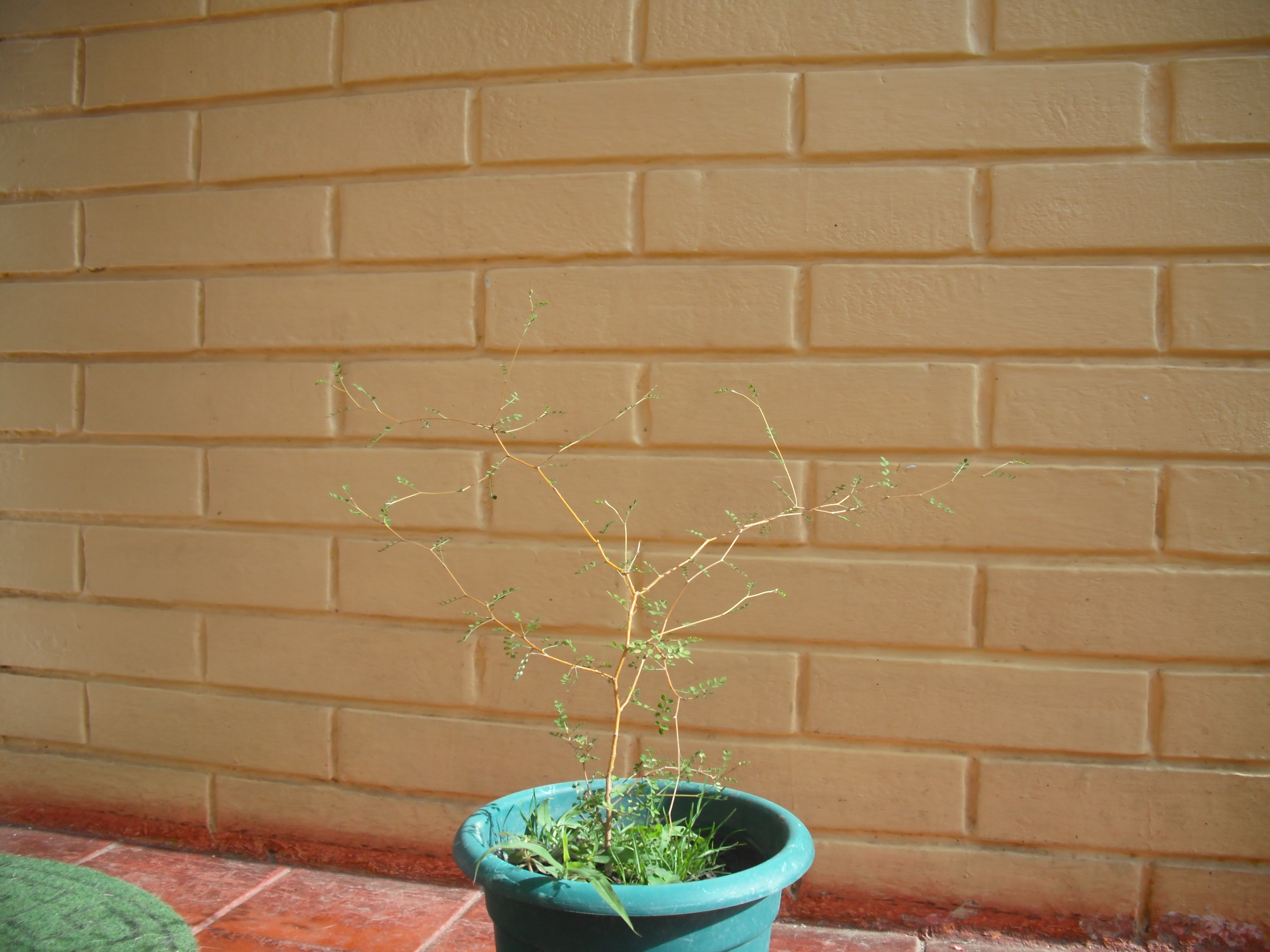
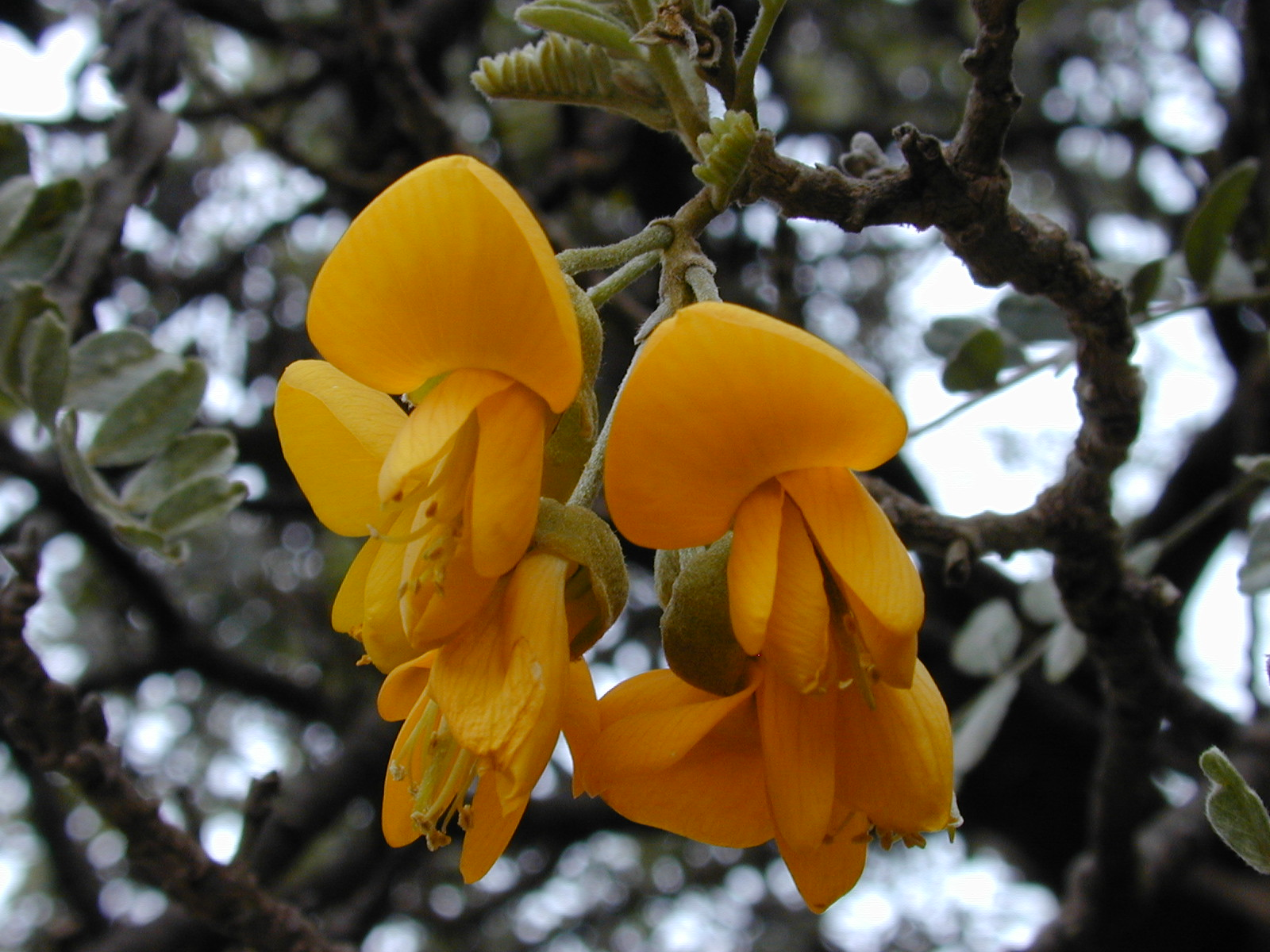
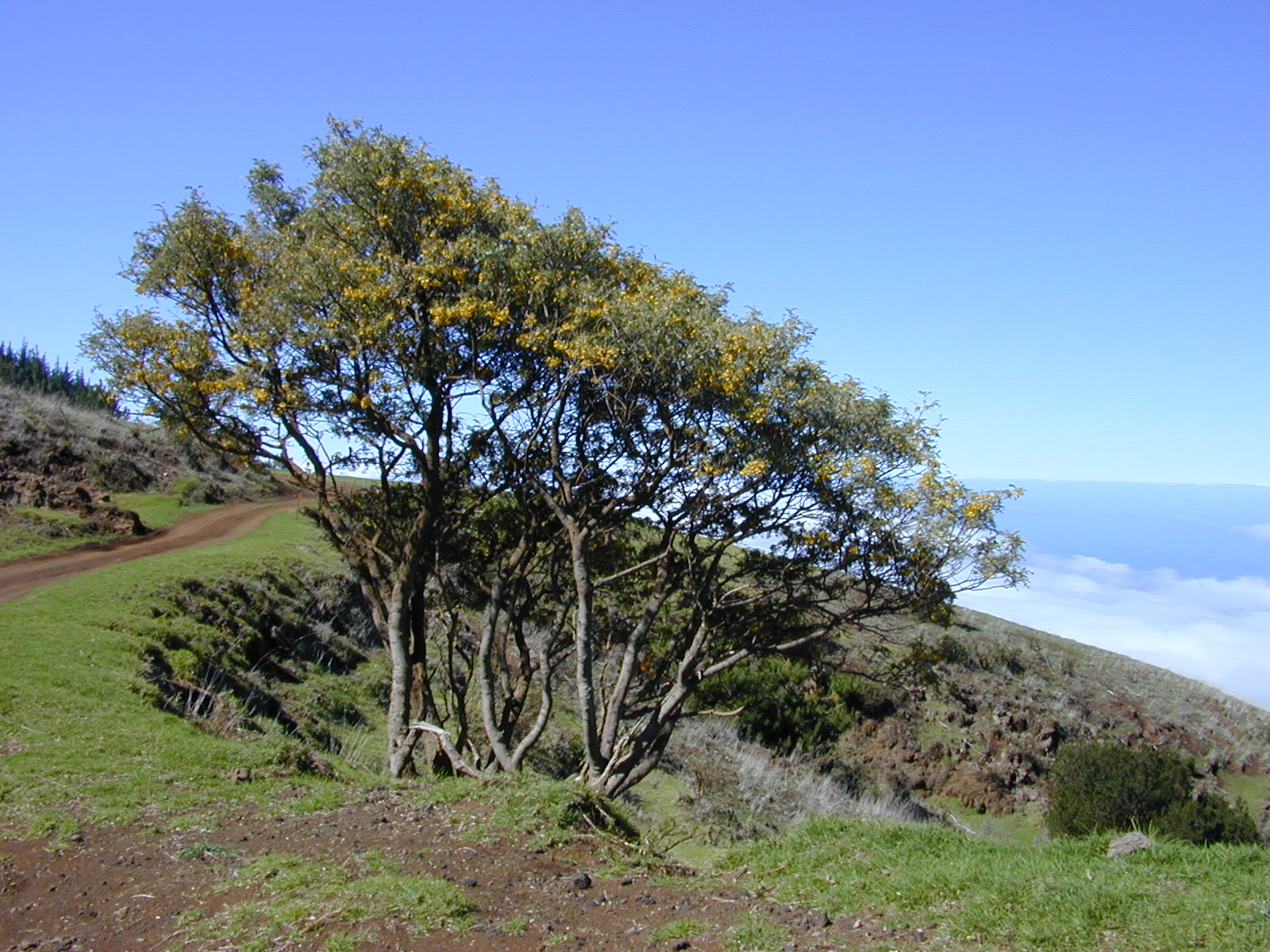
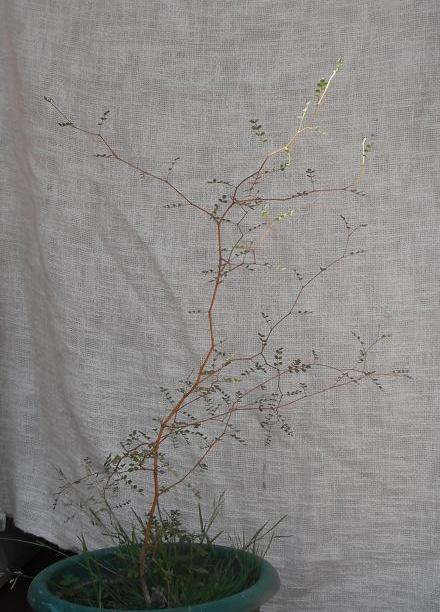
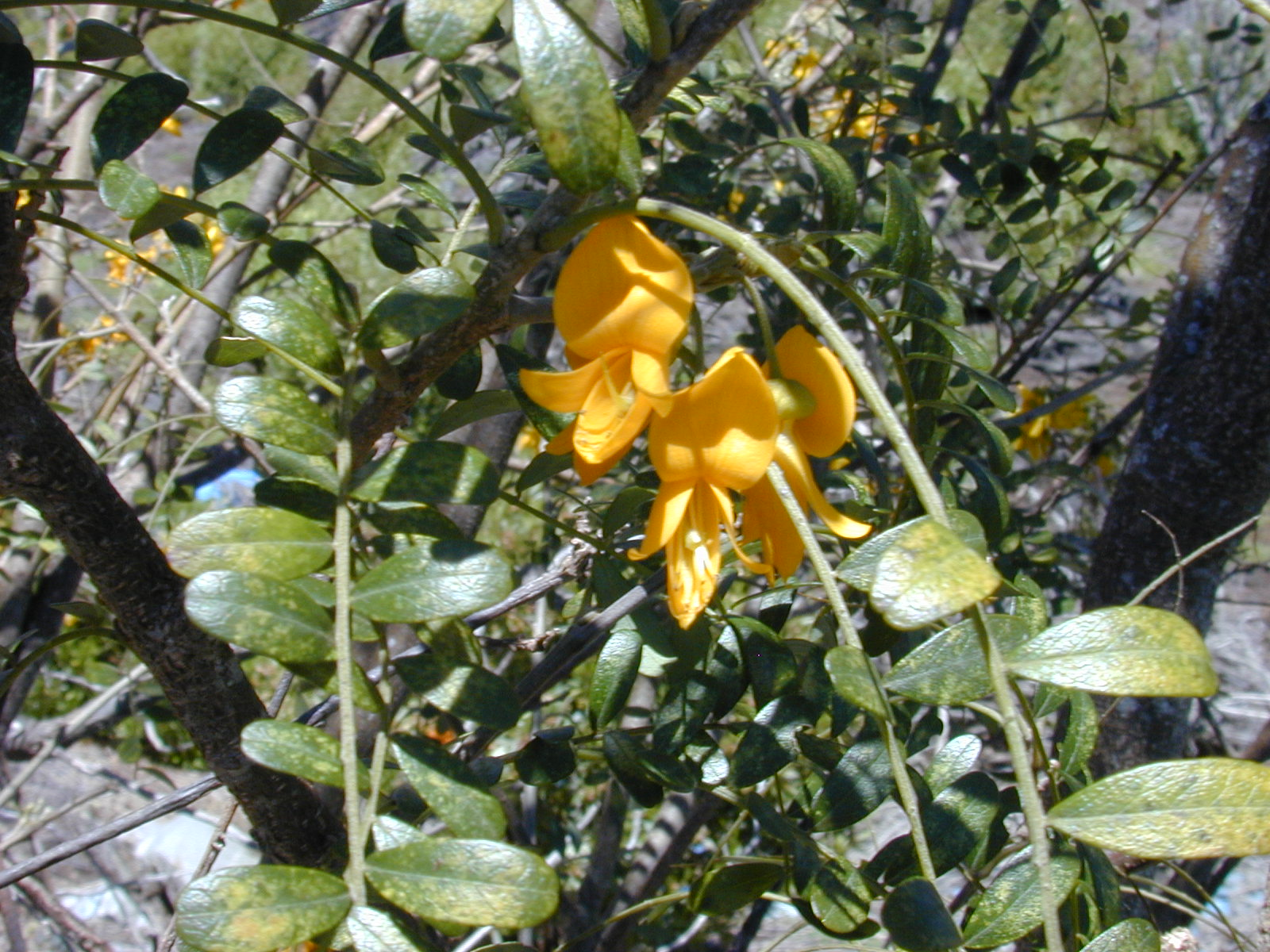
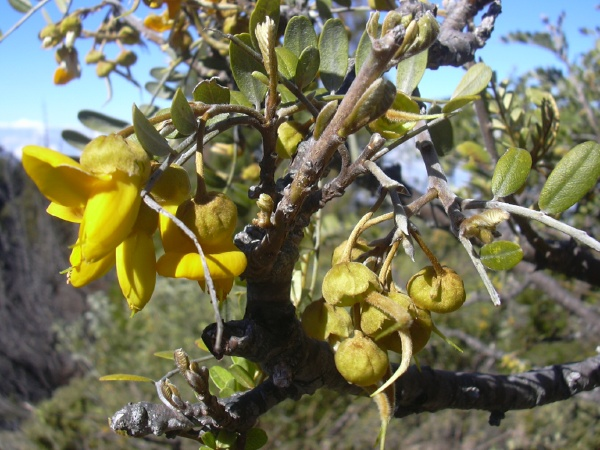